# Oliver Ivanović
Oliver Ivanović, född 1 april 1953 i Irzniq i närheten av Deçani, död 16 januari 2018 i norra Mitrovica, var en kosovoserbisk politiker. Han mördades i januari 2018 då han befann sig utanför sitt kontor i den serbdominerade norra delen av staden Mitrovica i Kosovo. Han träffades av flera skott som sköts mot honom från en förbipasserande bil. Ivanović hade offentligt kritiserat Belgrads politik i Kosovo.